# Фатіх (мечеть, Стамбул)
Мечеть Фатіх (тур. Fatih Camii) розташована в районі Фатіх європейської частини Стамбулу та є однією з головних пам'яток міста. Її будівництво, розпочате султаном Мехмедом II Фатіхом за проєктом архітектора Атика Сінана, тривало вісім років (1463—1470) на місці зруйнованої візантійської Церкви Дванадцяти Апостолів. Одна з великих мечетей Стамбула, що має два мінарети була повністю зруйнована землетрусом 1766 року, а відновлена у 1771 році при султані Мустафі III.

## Історія
Мечеть Фатіх знаходиться на вершині четвертого пагорба Константинополя, де раніше стояв один з найвеличніших візантійських храмів — церква Святих Апостолів. За наказом Мехмеда II Фатіха, у 1463 році християнський пошкоджений храм (місце поховання більшості візантійських імператорів) був повністю зруйнований, а на його місці почалось будівництво мечеті. У 1470 році вона повністю була побудована, а головним архітектором став Атик Сінан. Мечеть зазнала пошкоджень під час землетрусів 1509, 1557 та 1754 років. У 1766 році під час землетрусу купольна будівля мечеті часів Мехмеда II, була завалена. У первозданному вигляді мечеть не збереглася. Повністю будівля була відбудована у 1771 році за часів правління султана Мустафи III, але вже з елементами бароко в архітектурі. Головним архітектором нової мечеті був Мехмед Тахір-ага.

## Архітектура
По обидва боки мечеті є два мінарети (кожний з двома балконами), оточені двома галереями з арками (шюрфе) для муедзина, який закликає до молитви (азан) та маленькими куполами, що вкриті свинцевими плитками.

### Паперть

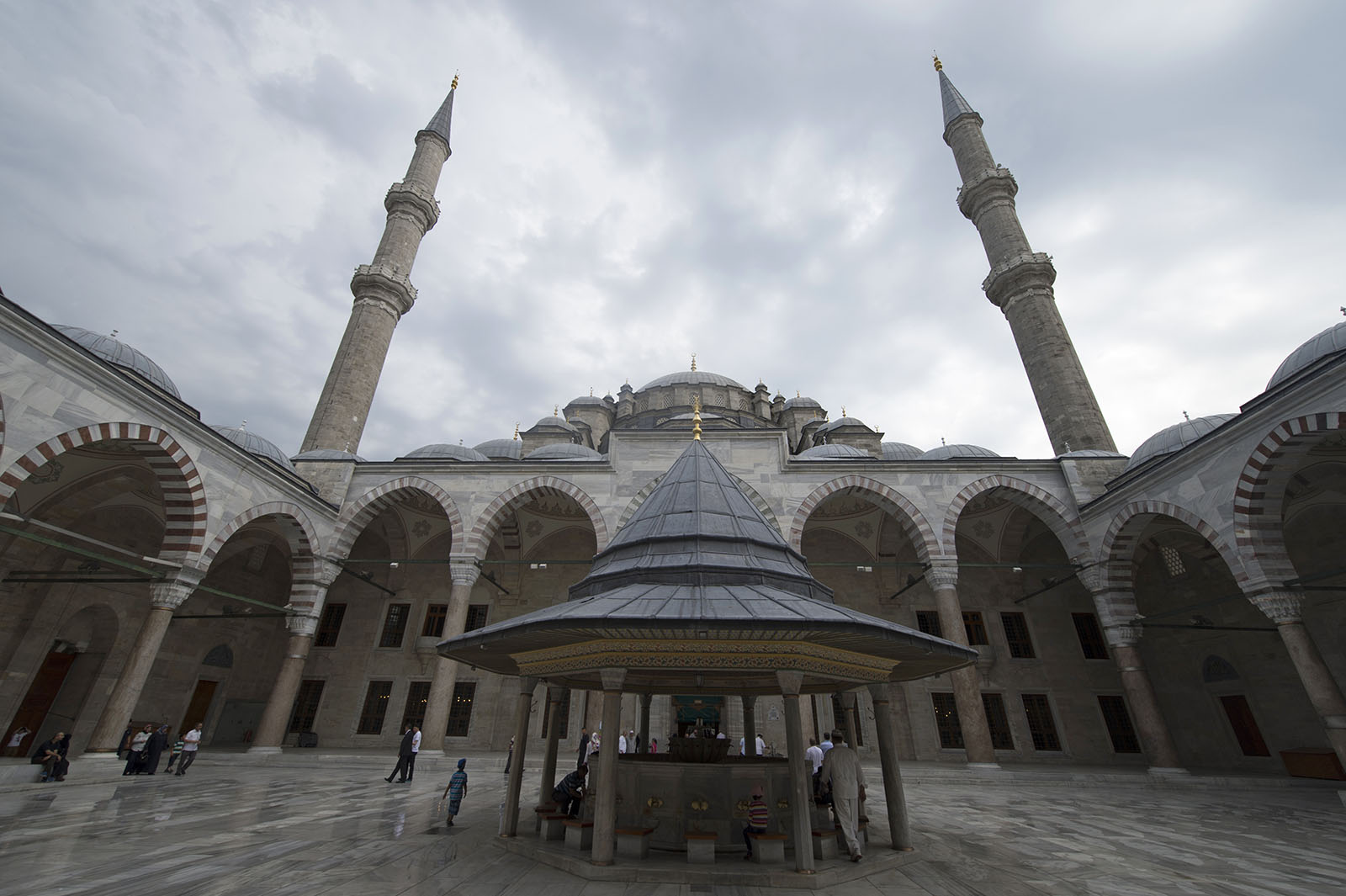
Мечеть Фатіх, Стамбул

Перед мечеттю знаходиться паперть з галереями. Посеред неї знаходиться фонтан восьмикутної форми, для обряду умивання. Зовні на головному фасаді паперті з обох боків воріт пробиті вікна прямокутної форми. Над ними тимпан, прикрашений написами з мозаїки, що збереглися від початкової будівлі мечеті.

### Купол

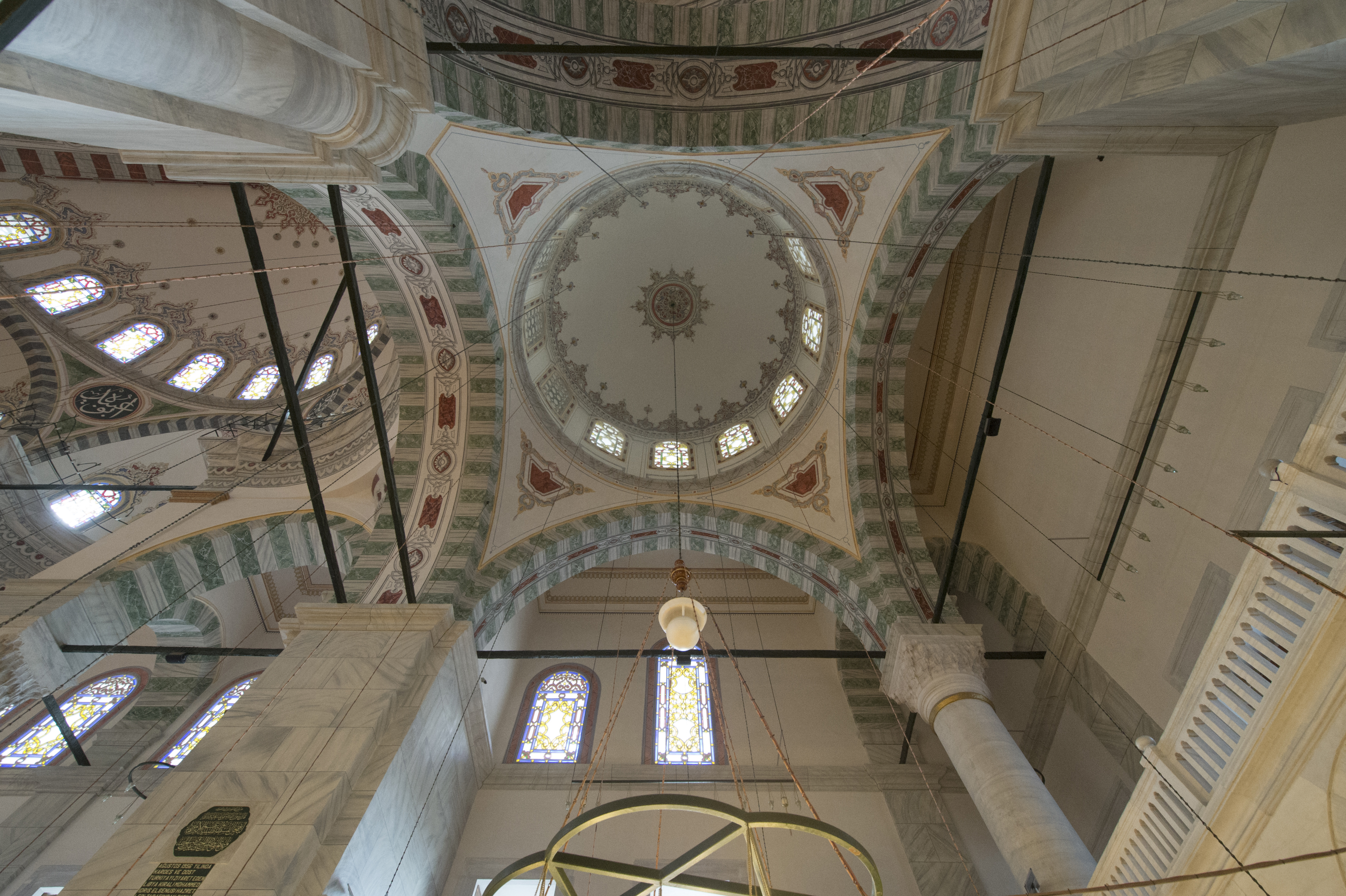
Купол мечеті Фатіх, Стамбул

Купол мечеті діаметром 26 м та висотою 50 м вважається найбільшим у Стамбулі після мечеті Сулейманіє.
Великий купол мечеті підтримують чотири напівкупола, які стоять на чотирьох стовпах з закругленими кутами. По обидва боки центрального купола є ще по одному куполу які мають вигляд напівсфери. По кутах мечеті є по одному невеликому куполу. Усього мечеть має 12 куполів. З метою зробити будівлю більш високою, зовні на контрфорсах помістили чотири башточки.

## Інтер'єр

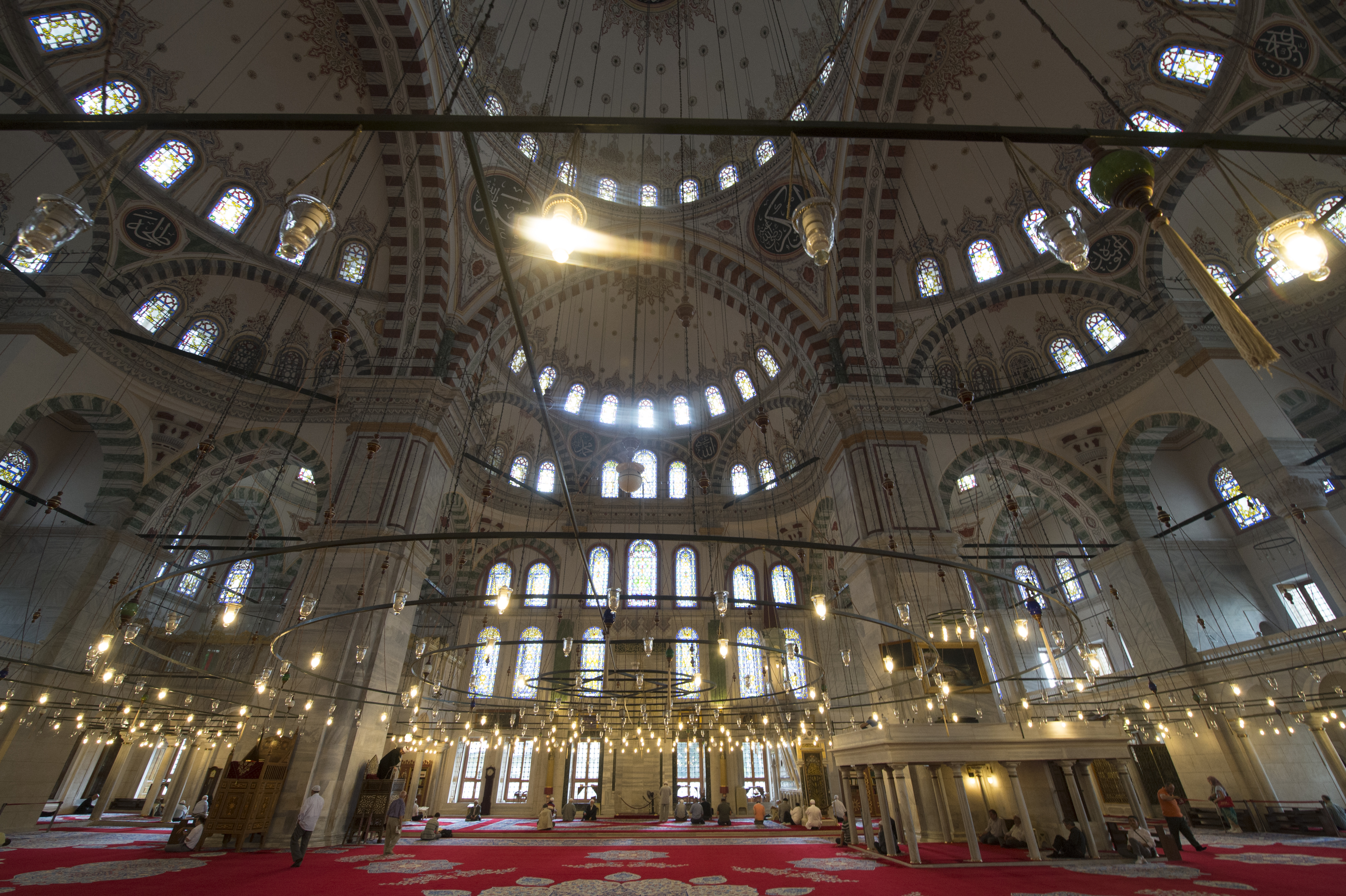
Інтер'єр мечеті Фатіх, Стамбул

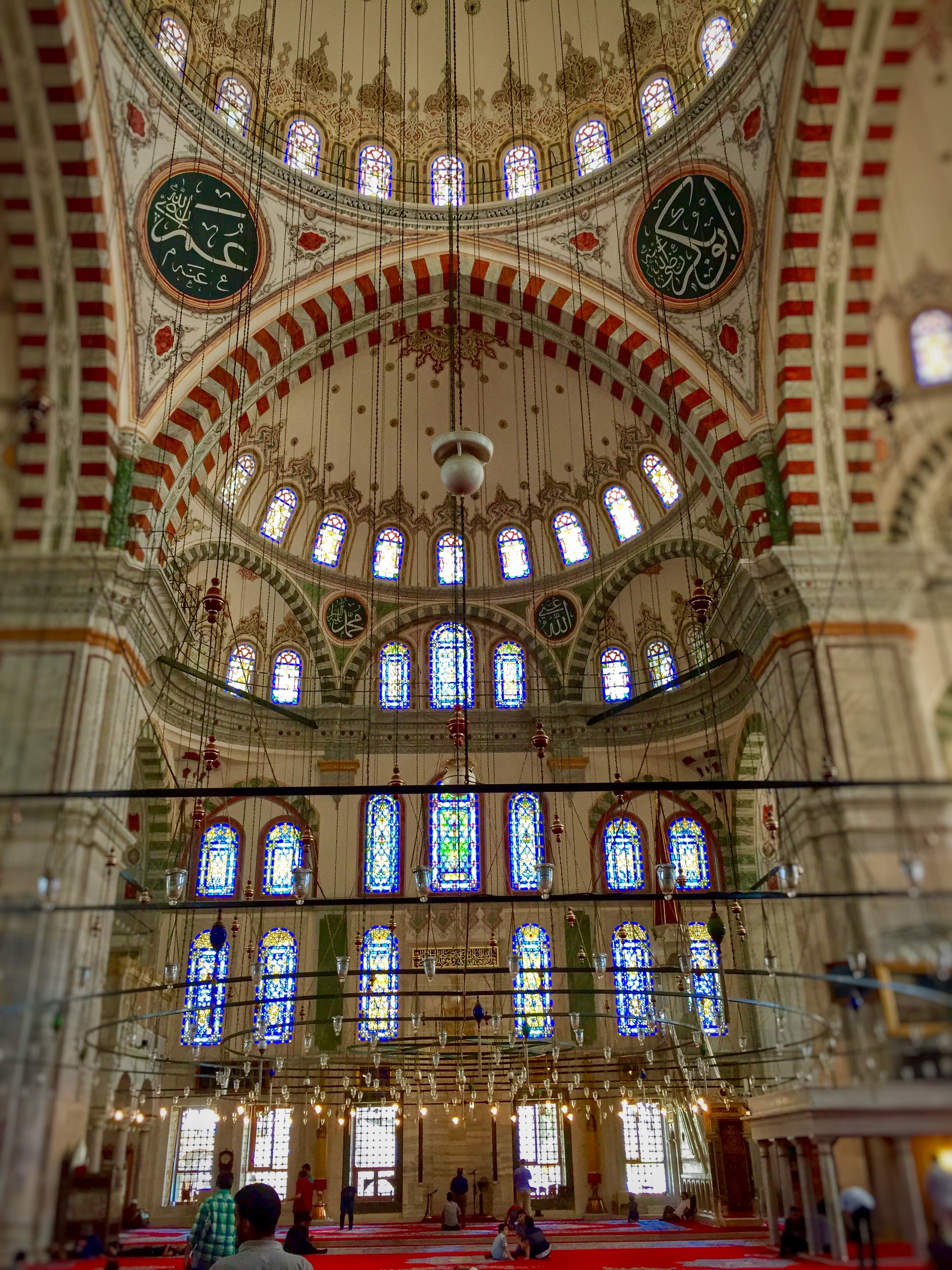
Мечеть Фатіх, Стамбул

Мечеть має строгий інтер'єр. Поверхня стін, викладена білою плиткою та покрита каліграфічним розписом в стилі османського бароко. Білі стіни відтіняє чорний орнамент. З права від входу знаходиться зелена мармурова плита на якій видатний каліграф Тимурджи Челебі написав золотими літерами слова Пророка, що відносяться до завойовування Константинополя:
|  | Константинополь буде взятий! Яка честь для армії, яка його завоює, і яка слава для її вождя!. |

Із двох боків головної двері до вікон прироблені два балкони, з яких можуть чути молитви муедзина, і повторювати їх тим хто молиться зовні мечеті.
Міхраб (ніша в стіні, яка вказує напрямок на Мекку) — один з небагатьох елементів у інтер'єрі мечеті, який зберігся в незмінному вигляді з часів оригінальної будівлі. Розташований праворуч від нього мінбар (трибуна, з якої імам читає п'ятничну проповідь), виконаний з різнобарвного мармуру.

## Архітектурний комплекс
До архітектурного комплексу який будувався у 1463—1470 рр. (до 10-ліття святкування дати завоювання міста) входили мечеть, медресе, ринок, турецькі лазні, тюрбе, психіатрична лікарня. Від мечеті Мехмеда Завойовника залишилося три портики двору, фонтан для умивання, фундамент мінаретів, головний вхід до молитовного залу та міхраб всередині нього. До наших днів не збереглися лазня, ринок та готель. До сучасної мечеті відноситься лікарня та декілька мінаретів, та медресе.

## Тюрбе

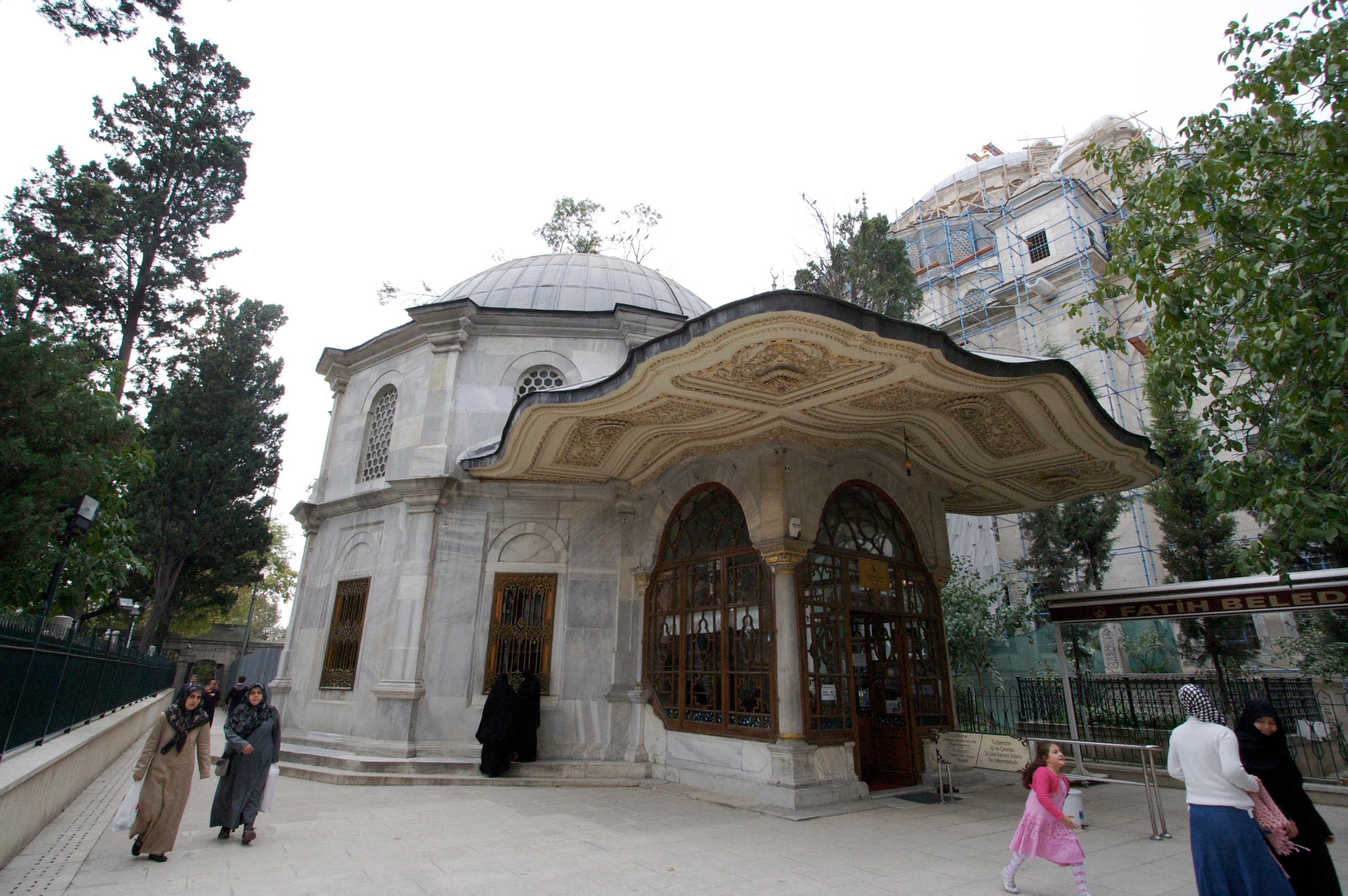
Тюрбе Мехмеда II, Стамбул

Гробниця султана Мехмеда Завойовника знаходиться перед мечеттю Фатіх. Поряд з тюрбе знаходяться могили державних чиновників. На кладовищі, знаходиться кілька тюрбе. Серед них мавзолеї султана Мехмеда II та його дружини Гюльбахар.

## Галерея

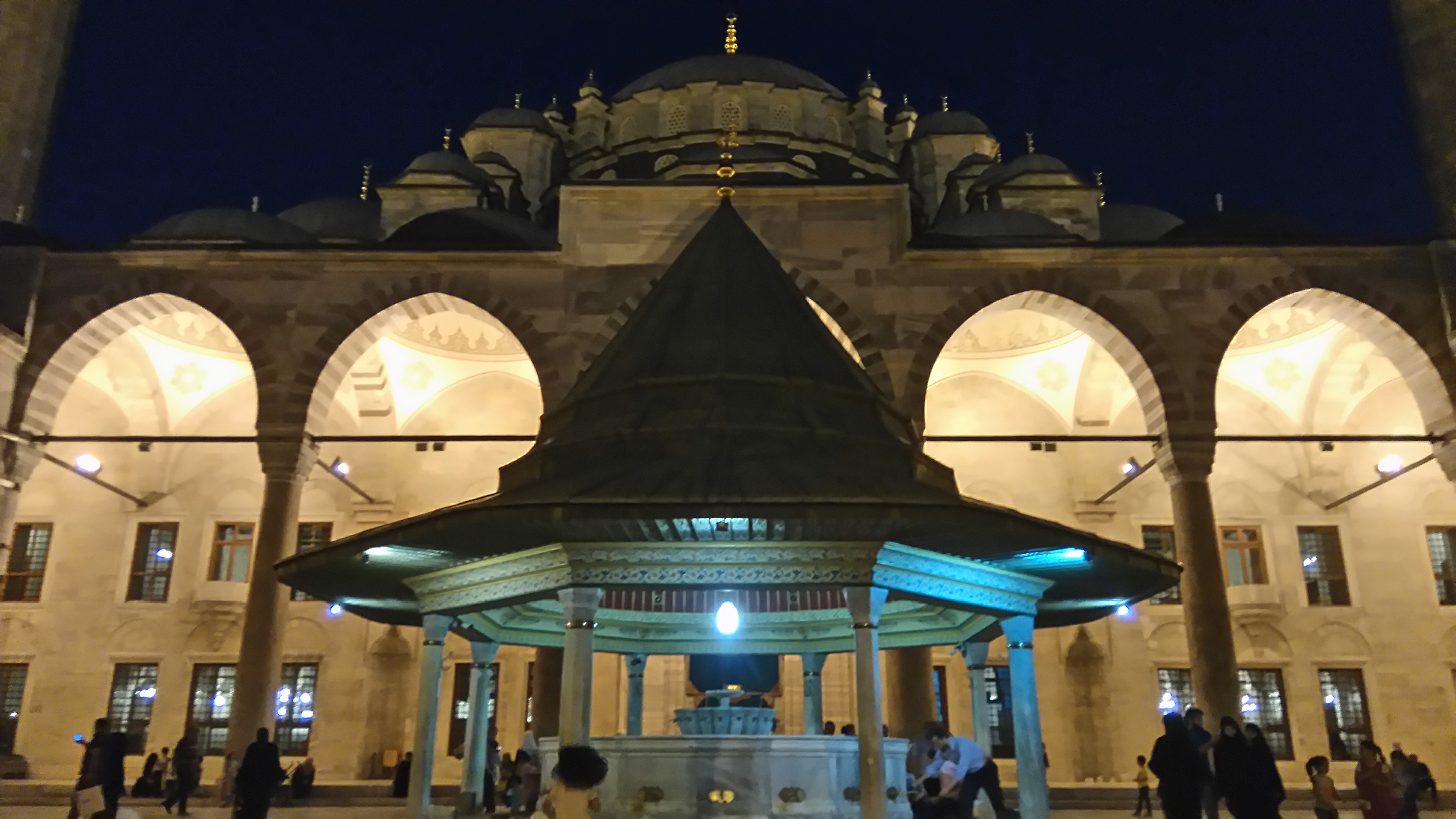
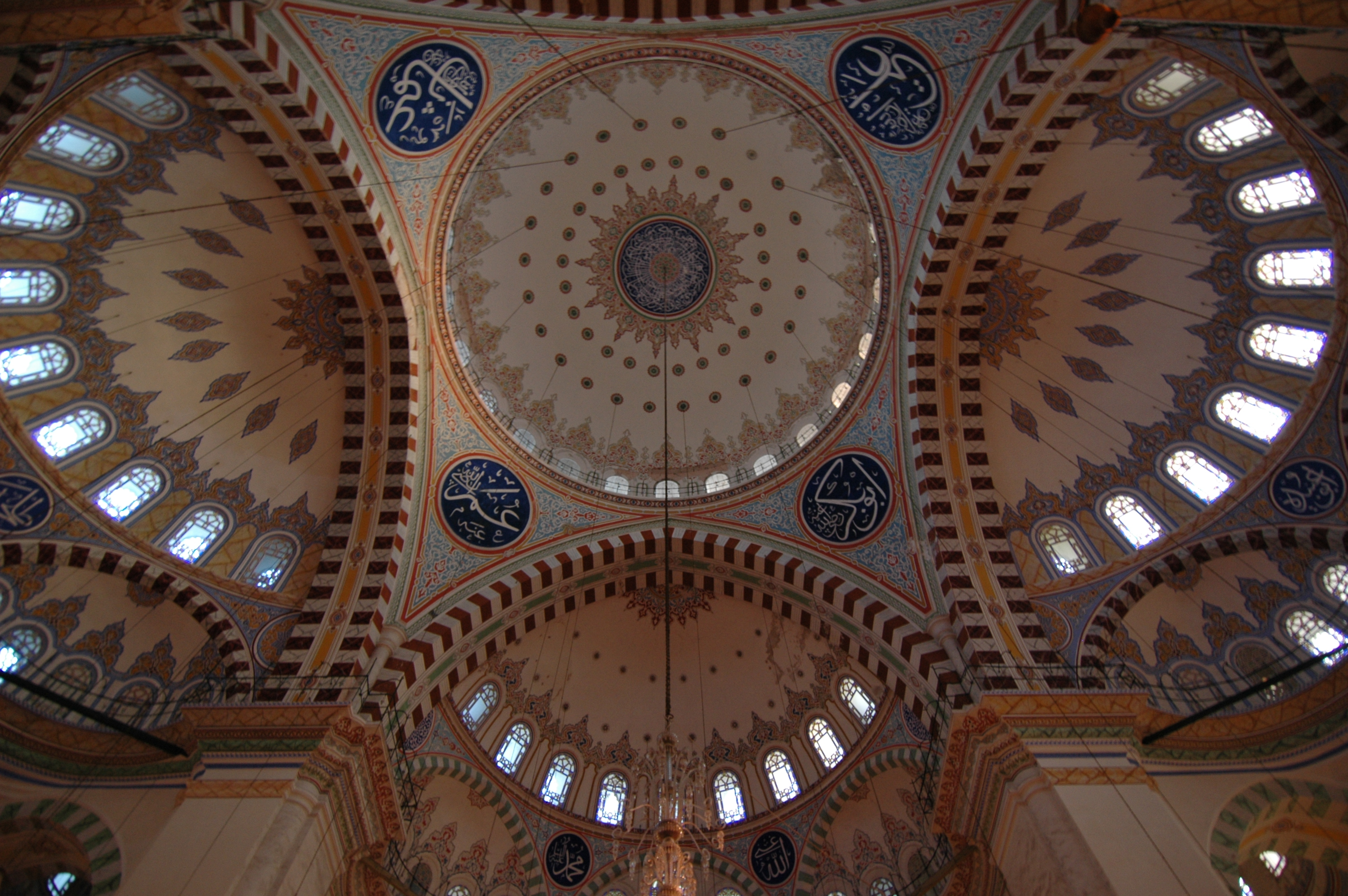
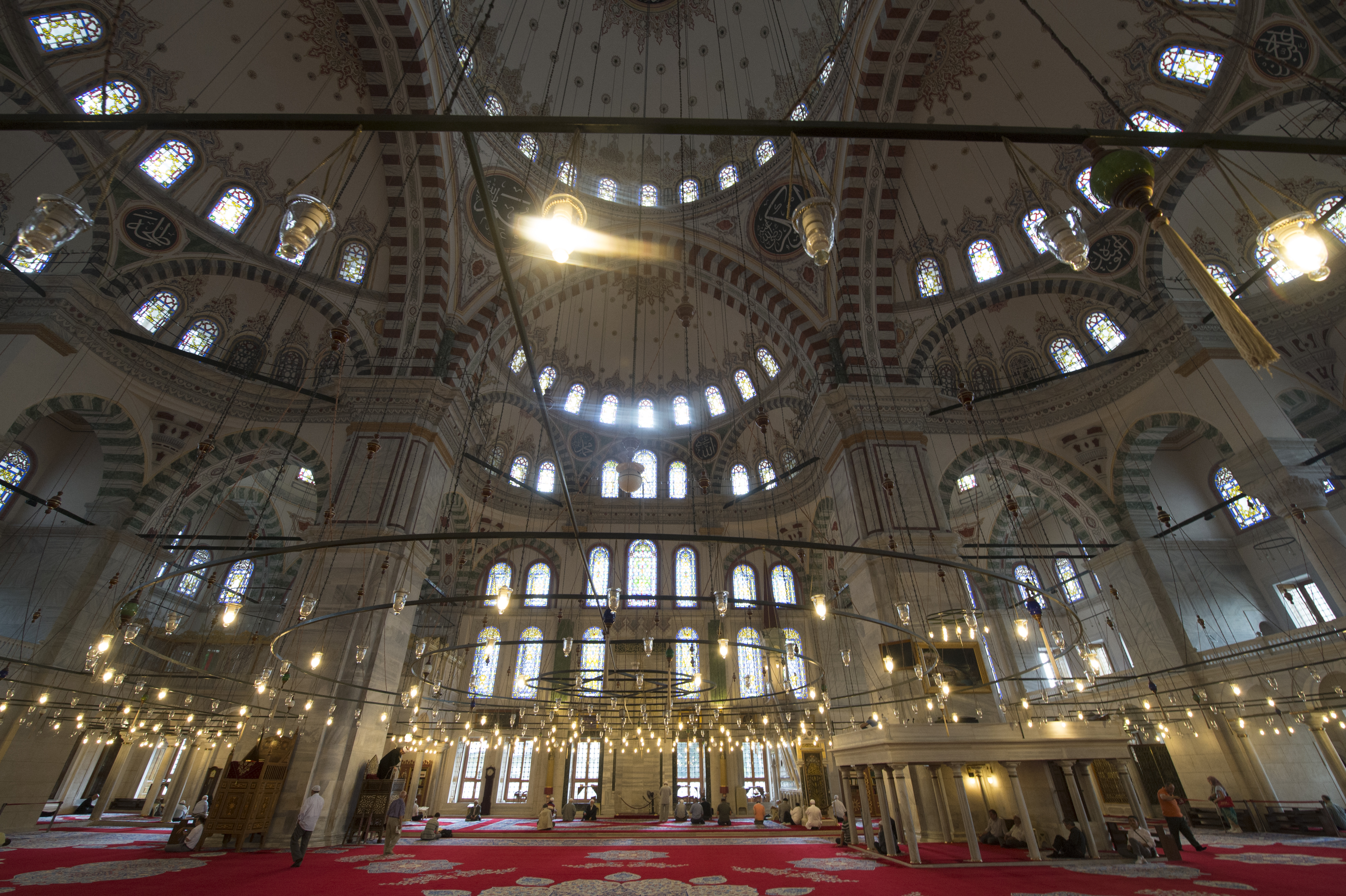